# Пелли-Кроссинг

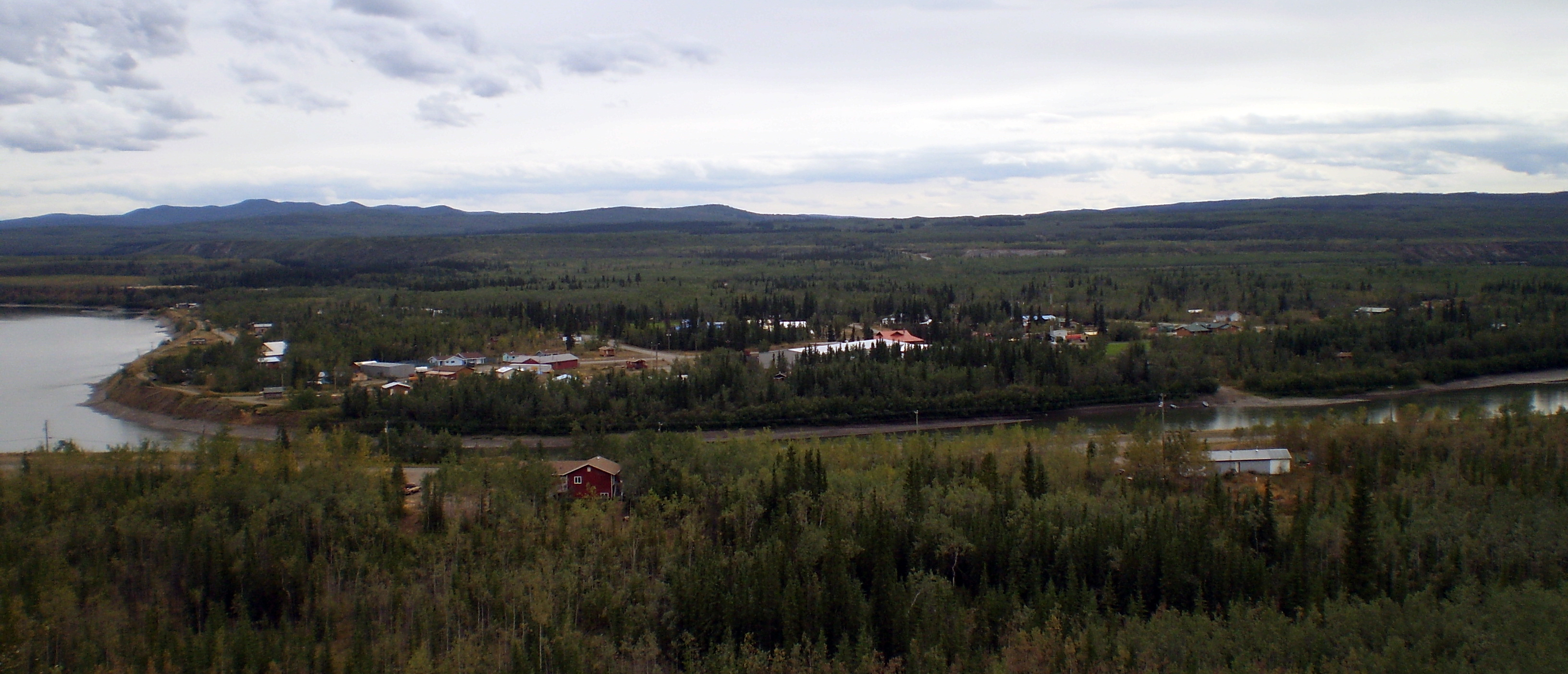
Пелли-Кроссинг с видом на реку Пелли.

Пелли-Кроссинг  (англ.   Pelly Crossing) — населённый пункт на реке Пелли территории Юкон, Канада. Население в 2008 году составляло 291 человек. Жители занимаются охотой, рыболовством, обслуживанием туристов. В посёлке находится школа, мотель, плавательный бассейн, бейсбольное поле, церковь, молодёжный центр.

## География
Пелли-Кроссинг расположен на берегу реки Пелли, в месте, где её пересекает Клондайкское шоссе, в 254 км на юго-восток от Доусон-Сити и в 282 км на северо-запад от Уайтхорса.

## Население
В 2006 году в посёлке проживало 296 человек. Наименьшее количество жителей было в 2003 году — 277 человек. С тех пор происходит рост численности населения.
84 % населения посёлка (250 чел., перепись 2006 года) составляют канадские индейцы, в основном народа северные тутчоне, а сам посёлок является административным центром одной из их организаций — Селкёрк (англ.   Selkirk First Nation). Говорят на северотутчонском языке.

## История
Пелли-Кроссинг использовалась людьми селкирк как стоянка на пути в Та-Тла Мун. Коренные жители селились в районе Форт Селкёрк. В начале XX века в районе Пелли-Кроссинг появилось первое поселение в устье ручья Мика. Вокруг него возник посёлок, приспособленный для нужд обслуживания паромной переправы и строительства Клондайкского шоссе от Уайтхорс до Доусон Сити. После завершения строительства моста через реку Пелли и дороги в Доусон Сити, пароходное движение по реке пришло в упадок. Это привело к тому, что селкёрки покинули Форт Селкёрк и переселились в Пелли-Кроссинг.

## Известные люди
В Пелли-Кроссинг проживает известный музыкант, по происхождению селкёрк, Джерри Алфред, носящий титул «Хранитель песен». Он записал несколько альбомов песен на языке своего народа.

## Достопримечательности
- Ежегодно, в феврале, в Пелли-Кроссинг работает контрольный пункт гонки Юкон Квест.
- В Биг Джонатан Хаус (англ.   Big Jonathan House) работает выставка с экспонатами, относящимися к культуре и истории коренных жителей, археологические находки.
- Форт Селкёрк — торговый пост, основанный в середине XIX века. Важное культурное и историческое место народов Северных Тутчонов. В восстановленном Форт Селкёрк располагается стоянка туристов, путешествующих по Юкону.